# Alektys aleksandryjski
Alektys aleksandryjski, blanka (Alectis alexandrina) – gatunek ryby z rodziny ostrobokowatych (Carangidae).

## Występowanie
Występuje we wschodnim Atlantyku od Angoli po Maroko oraz w południowej części Morza Śródziemnego.
Dorosłe osobniki żyją samotnie w pobliżu dna na głębokości 50–70 m i są dobrymi pływakami. Młodociane osobniki dryfują w pelagialu, czasem wstępują do wód słonawych.

## Cechy morfologiczne
Dorasta zazwyczaj do 60 cm, maksymalnie do 100 cm i 3,17 kg masy ciała.

## Odżywianie
Żywi się kalmarami i innymi rybami.

## Rozród
Ikra unosi się w pelagialu.